# Симфонический оркестр Белгородской государственной филармонии
Симфонический оркестр Белгородской государственной филармонии — главный симфонический оркестр Белгородской области, один из ведущих оркестров России.

## История

### 1990-е
Был создан в октябре 1993 года по инициативе директора и художественного руководителя, заслуженного деятеля искусств РФ Ивана Григорьевича Трунова на базе камерного оркестра. Первые шаги формирования оркестра прошли под руководством главного дирижёра Александра Сурженко. Становление, формирование репертуара и развитие — под руководством главного дирижёра Александра Шадрина.

### 2000-е
Качественное изменение оркестра началось в 2006 году, когда его возглавил заслуженный деятель искусств Украины Рашит Нигаматуллин. Тогда был взят курс на интенсивное развитие и расширение репертуара, повышение качества исполнения каждой программы. О симфоническом оркестре из Белгорода заговорили в музыкальных кругах как о перспективном, быстро развивающемся и интересном коллективе. Активное внимание и желание сотрудничать с ним стали проявлять именитые музыканты, появились спонсоры. Главным дирижёром была выработана тактика и стратегия дальнейшего развития оркестра: обязательное исполнение классики, сложных симфонических полотен, современной музыки, детских просветительских программ.
В 39-м и 40-м концертных сезонах коллектив совершил мощный рывок по расширению репертуара и улучшению качества исполнения. На белгородских сценах (в Овальном зале и зале филармонии) прозвучали премьеры: Первая и Пятая симфонии Г. Малера, Седьмая симфония А. Брукнера, Концерт для фортепиано с оркестром А. Дворжака, Первая симфония и «Остров мертвых» С. Рахманинова, «Вальс» и «Болеро» М. Равеля, Вторая и Третья симфонии А. Скрябина, Первая и Пятнадцатая симфонии Д. Шостаковича. Поставлена опера-буффа «Дон Паскуале» Г. Доницетти в сценическом варианте с декорациями, костюмами и прочими необходимыми атрибутами оперного спектакля (дирижёр-постановщик — заслуженный артист РФ Анатолий Оселков, работавший в то время приглашенным дирижёром оркестра).
На закрытии юбилейного сезона в Белгороде впервые прозвучала грандиозная Девятая симфония Бетховена совместно с хором Воронежской государственной академии искусств.
41-й сезон был ознаменован новыми работами оркестра: в его репертуар вошли Пятая симфония Малера, Двадцать первая симфония Мясковского, Симфония № 104 Гайдна, «Скифская сюита» Прокофьева, Концерт для оркестра Бартока, «Энигма-вариации» Э. Элгара. Завершила 41-й сезон сценическая постановка оперы «Алеко» С. Рахманинова.

### Настоящее время
Симфонический оркестр в 2010 году стал лауреатом Премии Центрального федерального округа в области литературы и искусства. Оркестр был приглашен для участия в Фестивале «Панорама музыки России», посвященном 50-летию Союза композиторов России, и приуроченному к X съезду Союза композиторов России.
21 декабря 2010 года состоялось самое важное событие в истории филармонии — торжественное открытие нового здания филармонии. Симфонический оркестр в новых условиях приобрел красивый концертный зал, автобус, новые музыкальные инструменты, удобную репетиционную комнату, хорошую библиотеку.
С симфоническим оркестром играли выдающиеся исполнители Денис Мацуев, Екатерина Мечетина, Даниил Крамер, Сергей Главатских, Владимир Тонха (г. Москва), Алексей Людевиг (г. Санкт-Петербург), Александр Марков (США), работали дирижёры Евгений Бушков, Владимир Понькин (г. Москва), Эдуард Амбарцумян (г. Брянск), Александр Полищук (г. Санкт-Петербург).
По итогам 2014 года, национальной музыкальной газетой «Музыкальное обозрение»  главному дирижёру Белгородского симфонического оркестра Рашиту Нигаматуллину было присвоено звание «Персона года», а сам оркестр получил звание «Оркестр года».

## Дирижёры
- Александр Сурженко
- Александр Шадрин
- Рашит Нигматуллин (2006 — настоящее время)
- Владимир Заводиленко

## Репертуар
Сегодня в арсенале симфонического оркестра лучшие образцы русской и зарубежной музыкальной классики — от И. С. Баха и А. Вивальди до А. Шенберга и В. Лютославского, от М. Глинки до Д. Шостаковича и А. Шнитке; популярные программы (фрагменты из оперетт и мюзиклов, музыка из кинофильмов, вальсы, танго, симфонические «шлягеры»); все симфонии и концерты Л. Бетховена, П. Чайковского, С. Рахманинова, лучшие симфонии и концерты В. А. Моцарта, И. Брамса, Г. Малера, А. Брукнера, А. Скрябина, С. Прокофьева, И. Стравинского; оперы в концертном и сценическом исполнении («Алеко» С. Рахманинова, «Иоланта», «Евгений Онегин», «Пиковая дама» П. Чайковского, «Севильский цирюльник» Дж. Россини, «Колокольчик» и «Дон Паскуале» Г. Доницетти), а также многочисленные детские, студенческие программы, музыка композиторов-современников.
Тесные творческие контакты связывали Белгородский симфонический оркестр с выдающимися отечественными исполнителями и композиторами — Н. Петровым, И. Архиповой, В. Пьявко, В. Горностаевой, А. Наседкиным, Т. Алихановым, Д. Крамером, А. Севидовым, И. Бочковой, М. Яшвили, А. Гиндиным, Ю. Розумом, Р. Леденевым, А. Эшпаем, В. Казениным, Е. Подгайцем, В. Киктой.